# Mangulile
Mangulile è un comune dell'Honduras facente parte del dipartimento di Olancho.
Il comune venne istituito nel 1882.